# Millettia nitida
Millettia nitida är en ärtväxtart som beskrevs av George Bentham. Millettia nitida ingår i släktet Millettia och familjen ärtväxter. IUCN kategoriserar arten globalt som livskraftig.

## Underarter
Arten delas in i följande underarter:
- M. n. hirsutissima
- M. n. minor
- M. n. nitida